# Boris Preti
Boris Preti (Gallarate, 6 febbraio 1968) è un ex ginnasta italiano.
Ha eccelso nel concorso generale individuale nella prima parte della carriera e, successivamente, alle parallele, al corpo libero e, soprattutto, alla sbarra. Ha partecipato a tre edizioni delle Olimpiadi ottenendo con la squadra Nazionale il quinto posto a Barcellona 1992, il miglior risultato della ginnastica italiana dal 1964 a oggi.

## Biografia
Boris Preti esordisce ai Campionati mondiali di Montréal del 1985, con un 15º posto nel concorso generale e contribuendo all'8º posto della squadra nazionale.
L'anno successivo, a Pechino, in Coppa del Mondo, vince la medaglia di bronzo alla sbarra, imponendosi come la nuova “speranza” della ginnastica italiana. Dietro di lui, muove i primi passi un toscano di un anno più giovane, anch'egli con un prenome “russo”: Jury Chechi.
Nel 1987 Preti conquista per la prima volta il titolo assoluto di Campione d’Italia e, ai Campionati europei di Mosca, ottiene un lusinghiero sesto posto al concorso generale. Domina i X Giochi del Mediterraneo, svoltisi a Latakia, conquistando la medaglia d'oro nel concorso generale (davanti a Jury Chechi), agli anelli (ancora davanti a Chechi) e nel concorso a squadre; vince anche due medaglie d'argento, al cavallo e alle parallele, dietro – rispettivamente – ai compagni di squadra Vittorio Allievi e Paolo Bucci.
Ai Campionati mondiali di Rotterdam (1987) Preti giunge 14º nel concorso generale e decimo nel concorso a squadre.
Nel 1988 Boris si conferma Campione d'Italia assoluto e vince la medaglia di bronzo nel concorso generale in Coppa Europa. Alle Olimpiadi di Seul, Preti guida la squadra Nazionale al conseguimento di un lusinghiero 8º posto e raggiunge ben tre finali di specialità, classificandosi 15º nel concorso generale, 6º al corpo libero e 8º alle parallele.
A questo punto la carriera di Boris Preti subisce un'interruzione per il grave infortunio con la rottura di radio e ulna agli europei di Stoccolma che lo porta ad un passo dall'abbandono. Quando, dopo un anno di stop, Preti rientra nell'attività agonistica, scopre che i rapporti di forza con l'amico-rivale Jury Chechi si sono ribaltati in favore di quest'ultimo.
Ai Campionati europei di Losanna (1990) Boris si classifica al settimo posto nel concorso generale ma Jury gli è davanti e vince la medaglia di bronzo; si classifica anche settimo nel corpo libero (Chechi: quinto), quinto agli anelli (dove Chechi si laurea Campione europeo), ottavo alle parallele (Chechi: settimo). Il risultato è assolutamente straordinario ma è oscurato da quello veramente eccezionale del rivale toscano che lo sopravanza anche alla sbarra e al volteggio.
Agli XI Giochi del Mediterraneo (Atene 1991), Preti non partecipa in quanto a marzo si infortuna nuovamente rompendosi il tendine d'achille. A poco più di cinque mesi dal secondo grave infortunio, rientra e partecipa ai Campionati mondiali di indianapolis dove si classifica soltanto 34º nel concorso generale individuale, superato non solo da Chechi (5º) ma anche da Ruggero Rossato (23º); contribuisce, però, all'ottimo settimo posto della Nazionale nel concorso a squadre.
Nel 1992 Chechi è fermo per lo stesso grave infortunio (rottura del tendine d'achille) subito da Preti qualche tempo prima. Il ginnasta gallaratese sente il peso della responsabilità di guidare la squadra Nazionale alle Olimpiadi di Barcellona e lo fa nel migliore dei modi. La squadra consegue il miglior risultato alle Olimpiadi (quinto posto) dai tempi dello “squadrone” di Franco Menichelli e dei fratelli Giovanni e Pasquale Carminucci, alle Olimpiadi di Tokyo. Preti ottiene anche un discreto sedicesimo posto nel concorso generale individuale.
Ai XII Giochi del Mediterraneo (Linguadoca-Rossiglione 1993), Preti vince la medaglia d'oro nel concorso a squadre e quella d'argento nel generale individuale, dietro a un Chechi appena rientrato dall'infortunio; vince quella d'argento nel cavallo con maniglie, ancora dietro a Chechi ma lo sopravanza alla sbarra e alle parallele vincendo altre due medaglie d'argento.Poche settimane dopo, in Coppa Europa (Bruxelles), Preti si classifica sesto agli anelli e settimo al cavallo, alla sbarra e alle parallele (Chechi assente). Alle Universiadi di Buffalo 1993, contribuisce alla vittoria della Nazionale nel concorso a squadre.
Nel 1994 Boris Preti vince per la terza volta il titolo assoluto di Campione d'Italia, battendo “l'astro nascente” Andrea Massucchi, in una manifestazione dove sono assenti Chechi e Bucci. Ai Campionati Mondiali che si svolgono a Brisbane, in aprile, si classifica venticinquesimo al concorso generale e settimo alla sbarra, che comincia a curare particolarmente.
Nel mese di giugno del 1995, nella Coppa Europa che si svolge in Italia (Marino), Preti vince la medaglia di bronzo alle parallele e alla sbarra, quest'ultima a pari merito con Chechi. In ottobre, ai Mondiali di Sabae, si classifica al venticinquesimo posto nel concorso generale e undicesimo nel concorso a squadre ma perde la grande occasione di vincere una medaglia “mondiale” alla sbarra: classificatosi terzo nelle eliminatorie, infatti, delude in finale e non va oltre il settimo posto.
Ai Campionati Europei di Copenaghen (1996), ottiene un buon ottavo posto alla sbarra e ottiene il medesimo risultato nel concorso a squadre. 
Come i grandi ginnasti del passato, partecipa alla sua terza Olimpiade, ad Atlanta. Si classifica ventisettesimo nel concorso generale e contribuisce al dodicesimo posto della squadra Nazionale. Vede l'amico-rivale vincere la medaglia d'oro agli anelli.
Dopo le Olimpiadi di Atlanta, Preti abbandona l'attività agonistica.
Nel 1996 è stato nominato Assessore allo Sport del comune di Gallarate come indipendente in una giunta a direzione Lega Nord.

## Palmarès
Universiade
- Oro Buffalo 1993 (squadre)

Coppa del mondo
- Bronzo Pechino 1986 (parallele)

Coppa Europa
- Bronzo Firenze 1988 (concorso generale individuale)

Giochi del Mediterraneo
- Oro Latakia 1987 (squadre)
- Oro Latakia 1987 (concorso generale)
- Oro Latakia 1987 (anelli)
- Oro Linguadoca-Rossiglione 1993 (squadra)
- Argento Latakia 1987 (cavallo)
- Argento Latakia 1987 (parallele)
- Argento Linguadoca-Rossiglione 1993 (cavallo)
- Argento Linguadoca-Rossiglione 1993 (parallele)

Campionati nazionali
- Oro 3 volte campione nazionale nel concorso generale (1987-1988-1994)